# Zygodowice
Zygodowice – wieś w Polsce położona w województwie małopolskim, w powiecie wadowickim, w gminie Tomice. Znajduje się na Pogórzu Wielickim.
Wieś duchowna Zegodowice, własność Opactwa Cystersów w Mogile położona była w drugiej połowie XVI wieku w powiecie śląskim województwa krakowskiego. W latach 1975–1998 miejscowość administracyjnie należała do województwa bielskiego.

## Historia
Historycznie miejscowość była częścią księstwa oświęcimskiego. Po raz pierwszy wzmiankowana w roku 1313, kiedy Mieszko cieszyński darował część wsi dworzaninowi Schottonowi. Ten sprzedał ją Hankonowi z Prandocina. W 1317 otrzymał on drugą część wsi od księcia oświęcimskiego, Władysława. W 1323 Hankon przekazał połowę wsi cystersom z krakowskiej Mogiły, a rok później zakupili drugą część miejscowości od rycerza Floriana (który kupił ją wcześniej od Hankona). W 1325 w Zygodowicach utworzono samodzielną parafię, jednak nie była w stanie zapłacić podatku władzom kościelnym i w tym samym roku została zlikwidowana.
W 1564 roku wraz z całym księstwem oświęcimskim i zatorskim tereny te znajdowały się w granicach Korony Królestwa Polskiego w województwie krakowskim w powiecie śląskim. Po unii lubelskiej w 1569 księstwo Oświęcimia i Zatora stało się częścią Rzeczypospolitej Obojga Narodów w granicach, której pozostawało do I rozbioru Polski w 1772. Po rozbiorach Polski miejscowość znalazła się w zaborze austriackim i leżała w granicach Austrii, wchodząc w skład Królestwa Galicji i Lodomerii.
W 1784 roku właścicielem części miejscowości był szlachcic i właściciel ziemski Jurkowski. Zygodowice były prężnym ośrodkiem ruchu ludowego i działalności na rzecz cywilizacyjnego postępu na wsi. W 1886 roku założono tu Kółko Rolnicze, a w 1928 Koło Gospodyń Wiejskich.
13 września 1944 r. nad Zygodowicami niemiecka artyleria przeciwlotnicza zestrzeliła bombowiec sił powietrznych USA B-24 Liberator „Hell’s Angel”. W 1991 odsłonięto Obelisk Lotników Amerykańskich upamiętniający śmierć 6 członków załogi i 1 ofiary cywilnej tej katastrofy.
W 1945 roku powstała Ochotnicza Straż Pożarna i Orkiestra Dęta.

## Części wsi
| SIMC    | Nazwa      | Rodzaj    |
| ------- | ---------- | --------- |
| 0073111 | Dół        | część wsi |
| 0073128 | Góra       | część wsi |
| 0073134 | Jasionek   | część wsi |
| 0073140 | Osiczyna   | część wsi |
| 0073157 | Przymiarek | część wsi |